# Lycenchelys aratrirostris
Lycenchelys aratrirostris är en fiskart som beskrevs av Anatoly Petrovich Andriashev och Permitin, 1968. Lycenchelys aratrirostris ingår i släktet Lycenchelys och familjen tånglakefiskar. Inga underarter finns listade i Catalogue of Life.